# Chrysoperla brevicollis
Chrysoperla brevicollis är en insektsart som först beskrevs av Jules Pièrre Rambur 1842.  Chrysoperla brevicollis ingår i släktet Chrysoperla och familjen guldögonsländor. Inga underarter finns listade i Catalogue of Life.